# Bolbonota
Bolbonata ist eine Gattung der Buckelzirpen (Membracidae), einer Familie der Rundkopfzikaden (Cicadomorpha) aus der Überfamilie der Membracoidea. Die Gattung wird in zwei Untergattungen gegliedert.

## Verbreitung und Arten
Es sind 20 Arten bekannt, die in der Neotropis (Argentinien bis Mexiko, auch auf manchen Karibischen Inseln) vorkommen. Sie sind oft sehr häufig in den tropischen Regenwäldern der Niederungen. Für die Bolbonota tuberculata wurde ein Vorkommen aus den USA (Florida) gemeldet, was aber nicht sicher ist. Aus relativ vielen Ländern sind die Arten Bolbonota pictipennis und Bolbonota corrugata bekannt.

## Merkmale
Die Insekten sind recht klein, ca. 2,2 bis 5,5 Millimeter lang. Sie sind meist dunkel gefärbt und manchmal mit helleren Flecken versehen. Sie haben insgesamt eine recht kugelige Form, es fehlen die bei anderen Buckelzikaden auffälligen Dornen oder Auswüchse. Auf ihrer Oberfläche befinden sich mehrere Kiele und sie ist mit kleinen Härchen bedeckt. Der Kopf ist flach und breit. Die Vorderflügel haben nur zwei Discoidalzellen, die Tibien sind abgeflacht. Die Arten dieser Gattung sind manchmal den Vertretern der Gattung Erechtia sehr ähnlich. Der Habitus erinnert an den Kot von Raupen, es könnte sich also um Tarnung handeln.

## Lebensweise
Die Tiere der Gattung Bolbonota kommen sowohl einzeln als auch in Gruppen vor. Wenn das Weibchen Eier legt, so verklebt sie einzelne Eier mit einem weißen klebrigen Schaum. In der Regel legen die Weibchen mindestens 20 Eier in einem solchen Eipaket und kleben diese auf eine Blattoberfläche oder an einen Stängel. Bei der Art Bolbonota inconspicua kann das Weibchen mehrere Tage hintereinander täglich ein Eipaket legen. Nach etwa 24 Tagen sind die Larven ausgewachsen (bei Bolbonota aspidistre). Die Larven sind mit einer weißen Wachsschicht bedeckt. Berichte, dass die Weibchen ihre Eier bewachen, bis die Larven schlüpfen, bedürfen noch der Bestätigung.
Sowohl die Larven als auch die adulten Zikaden werden oft von Ameisen verschiedener Arten besucht.
Die Bolbonota Arten ernähren sich auf verschiedenen Pflanzen vom Phloem. Manche Arten gelten als potentielle Schädlinge auf Nutzpflanzen.

## Systematik
Die Gattung Bolbonota umfasst 20 Arten:
- Bolbonota aspidistrae Haviland
- Bolbonota atitla Funkhouser
- Bolbonota aureosericea Stal
- Bolbonota auripennis Fairmaire
- Bolbonota bispinifera Goding
- Bolbonota bituberculata Stal
- Bolbonota corrugata Fowler
- Bolbonota cuneata Fowler
- Bolbonota globosa Fairmaire
- Bolbonota inaequalis Fabricius
- Bolbonota inconspicua Fowler
- Bolbonota insignis Fowler
- Bolbonota melaena Germar
- Bolbonota nigrata Funkhouser
- Bolbonota nisus Germar
- Bolbonota pictipennis Fairmaire
- Bolbonota pusilla Fairmaire
- Bolbonota pusio Germar
- Bolbonota rufonotata Fowler
- Bolbonota tuberculata Coquebert